# Досије икс (6. сезона)
Шеста сезона серије Досије икс је емитована од 8. новембра 1998. до 16. маја 1999. године и броји 22 епизоде.

## Опис
Главна постава се у овој сезони није мењала.

## Улоге

### Главне
- Дејвид Дуковни као Фокс Молдер
- Џилијан Андерсон као Дејна Скали

### Епизодне
- Мич Пилеџи као Волтер Скинер (Епизоде 1, 3, 9, 11–12, 14, 21–22)

## Епизоде
| Бр. у серији | Бр. у сезони | Назив                       | Редитељ        | Сценариста                                                | Пpемијерно емитовање |
| --- | ------------ | --------------------------- | -------------- | --------------------------------------------------------- | -------------------- |
| 118 | 1            | Почетак                     | Ким Менерс     | Крис Картер                                               | 8. новембар 1998.    |
| Кад је Досије Икс поново отворен, Фокс Молдер и Дејна Скали жудно лове смртоносно створење по шумама Аризоне. Оно што су нашли изгледа дели Молдерово веровање у ванземаљце, али је дискредитовано када агенти нису поново примљени у Досије Икс, а Џефри Спендер и Дајана Фоли преузимају уместо њих.                          |              |                             |                |                                                           |                      |
| 119 | 2            | Вожња                       | Роб Боумен     | Винс Гилиган                                              | 15. новембар 1998.   |
| Док је Молдера заробио у колима наизглед деранжиран човек, Скали жури да открије да ли човек пати од неизлечиве болести - и да ли је Молдер следећа жртва која ће да добије владин вирус. |              |                             |                |                                                           |                      |
| 120 | 3            | Троугао                     | Крис Картер    | Крис Картер                                               | 22. новембар 1998.   |
| Молдер одлази у потрагу за бродом који је нестао у Бермудском троуглу 1939. године, али када оде на брод, Молдер открива да су он и посада (и неки невероватно познати) заробљени у прошлости. |              |                             |                |                                                           |                      |
| 121 | 4            | Земља снова                 | Ким Менерс     | Винс Гилиган, Џон Шибан и Френк Спотниц                   | 29. новембар 1998.   |
| Анонимна дојава коначно одводи Молдера и Скали до меке за НЛО-е - Области 51. Док су агенти окружени људима из базе, сведоче лету мистериозне летелице. Радећи то, животи двоје људи су промењени. |              |                             |                |                                                           |                      |
| 122 | 5            | Земља снова II              | Мајкл Воткинс  | Винс Гилиган, Џон Шибан и Френк Спотниц                   | 6. децембар 1998.    |
| Скали почиње да сумња де је чудно понашање њеногпартнера нешто више него што изгледа док се Молдер бори да врати свој живот у обичан док није прекасно. |              |                             |                |                                                           |                      |
| 123 | 6            | Како су духови украли Божић | Крис Картер    | Крис Картер                                               | 13. децембар 1998.   |
| На Бадње вече, Молдер уверава Скали да остави свој упаковани поклон и да крену у присмотру уклете куће. Али откривају двоје у љубанвим јадима, Мориса и Лиду, како живе у кући покушавајући да докажу како празним може да буде усамљен.                                                                                        |              |                             |                |                                                           |                      |
| 124 | 7            | Језик нежности              | Роб Боумен     | Дејвид Аман                                               | 3. јануар 1999.      |
| Када је мајка оптужена за чедоморство нерођеног детета, Молдер и Скали откривају да отац, Вејн, има своје тајне - и није једини. |              |                             |                |                                                           |                      |
| 125 | 8            | Кишни краљ                  | Ким Менерс     | Џефри Бел                                                 | 10. јануар 1999.     |
| У малом граду целом у суши, Молдер и Скали налећу на човека који тврди да може да контролише временске прилике. Али агенти откривају природну силу много јачу од времена, а и непредвидивију. |              |                             |                |                                                           |                      |
| 126 | 9            | СР 819                      | Данијел Секим  | Џон Шибан                                                 | 17. јануар 1999.     |
| Помоћник директора Волтер Скинер је отрован. Молдер и Скали имају 24 сата да га спасу, али да би то урадили морају да утврде ко га жели мртвог и зашто. |              |                             |                |                                                           |                      |
| 127 | 10           | Титон                       | Мајкл Воткинс  | Винс Гилиган                                              | 24. јануар 1999.     |
| Скали сазнаје да је она, али не и Молдер, добила прилику да докаже своју вредност у ФБИ-ју, па, са новим партнером, истражује фотографа за места злочина са чудним даром да дође таман да види жртвине последње тренутке. Али оно што није очекивала је да Смрт игра саму себе.                                                 |              |                             |                |                                                           |                      |
| 128 | 11           | Два оца (1. део)            | Ким Менерс     | Крис Картер и Френк Спотниц                               | 7. фебруар 1999.     |
| Кад се Касандра Спендер вратила, Молдер, Скали и агент Спендер се суочавају са изложеношћу завере око ванземаљског док забринути Синдикат предузима драстичне мере. |              |                             |                |                                                           |                      |
| 129 | 12           | Један син (2. део)          | Роб Боумен     | Крис Картер и Френк Спотниц                               | 14. фебруар 1999.    |
| Док Касандра открива истину о ванземаљској завери Молдеру, њен бивши муж Пушач то исто говори агенту Спендеру уверавајући га да сарађује на завери. Док силе терају Синдикат да пожури са завршним плановима, Молдер и Скали журе да их зауставе.                                                                               |              |                             |                |                                                           |                      |
| 130 | 13           | Агва Мала                   | Роб Боумен     | Дејвид Аман                                               | 21. фебруар 1999.    |
| Молдер и Скали се радују случајевима опет. Уместо тога, Артур Дејлс, који живи на Флориди сада, зове агенте у помоћ када комшијска породица нестане, а док се ураган приближава, Молдер и Скали остају заробљени у једној згради са станарима где изгледа има нешто у води.                                                     |              |                             |                |                                                           |                      |
| 131 | 14           | Понедељак                   | Ким Менерс     | Винс Гилиган и Џон Шибан                                  | 28. фебруар 1999.    |
| Свет је заробљен у временској петљи, а само једна жена то зна. Сваки дан се деси нешто. "Слободна воља" како Молдер то зове. Пљачка банке се дешава изнова и изнова све док не успеју да спрече експлозију бомбе да се не деси.                                                                                                 |              |                             |                |                                                           |                      |
| 132 | 15           | Аркадије                    | Мајкл Воткинс  | Данијел Аркин                                             | 7. март 1999.        |
| Неколико нестанака у идиличном крају терају Молдер и Скали на тајни задатак као брачни пар. Ипак, схватају да председник кућног савета схвата своје дужности мало буквалније него што су мислили. |              |                             |                |                                                           |                      |
| 133 | 16           | Алфа                        | Питер Маркл    | Џефри Бел                                                 | 28. март 1999.       |
| Асијски пас, по имену Вашингтонски Вучјак, за кога се мислило да је умиљат је побио неколико људи. Молдер и Скали се придружују шерифу, наизглед ексцентричном ловцу, да би га пронашли. Ипак, мистерија је већа него што изгледа.                                                                                              |              |                             |                |                                                           |                      |
| 134 | 17           | Тревор                      | Роб Боумен     | Џим Гатриџ и Кен Хорили                                   | 11. април 1999.      |
| Након што је затворски камп уништио торнадо, одегли робијаш је осумњичен за убиство чувара. Док робијаш проналази стару девојку, сазнаје где му је дете и покушава да га врати назад. Молдер и Скали су добили задатак да га пронађу и откривају да може да пролази кроз материјале.                                            |              |                             |                |                                                           |                      |
| 135 | 18           | Милагро                     | Ким Менерс     | Синопис: Крис Картер Сценарио: Џон Шибан и Френк Спотниц  | 18. април 1999.      |
| Низ убистава се дешава код којих су срца извађена жртвама. Писац, који је Молдеров комшија, пише о тим убиствима пре него што се десе. Скали постаје збуњена и привлачна писцу који се романтиччно занима за њу. |              |                             |                |                                                           |                      |
| 136 | 19           | Неприродно                  | Дејвид Дуковни | Дејвид Дуковни                                            | 25. април 1999.      |
| Док је радио у Розвелу у Новом Мексику 1947. године, млади полицајац Артур Дејлс (брат Артура Дејлса који је основао Досије Икс) наилази на црнца бејзболаша који је у ствари ванземаљац који воли ту игру и који се крије међу људима.                                                                                         |              |                             |                |                                                           |                      |
| 137 | 20           | Тројке                      | Брајан Спајсер | Винс Гилиган и Џон Шибан                                  | 2. мај 1999.         |
| Док је на скупу у Лас Вегасу, Усамљени револвераш налеће на енигматску Сузан Модески. Након обмањивања Скали да им се придружи, тројка ускоро сазнаје да Сузанин вереник планира да искористи дрогу за прање мозга за политичко убиство.                                                                                        |              |                             |                |                                                           |                      |
| 138 | 21           | Поље путовања               | Ким Менерс     | Синопис: Џон Шибан и Винс Гилиган Сценарио: Френк Спотниц | 9. мај 1999.         |
| Костурски остаци младог пара су пронађени у Новој Каролини. Кад Молдер и Скали оду да то истраже, откривају да је огромни печуркасти живот пушта ЛСД у ваздух спорама и онда полако вари жртве. Молдер и Скали упадају у клопку тога и не знају шта је стварност, а шта машта.                                                  |              |                             |                |                                                           |                      |
| 139 | 22           | Биогенеза (1. део)          | Роб Боумен     | Крис Картер и Френк Спотниц                               | 16. мај 1999.        |
| Молдер верује да су метални предмети откривени у Африци доказ да живот води порекло од негде из свемира. Скинер, сада у споју са Алексом Крајчеком и Дајаном Фоли, почиње да надгледа Молдера и Скали на случају. Молдер, због очигледног утицаја предмета, постаје умно болестан због чега Скали мора да путује у Африку сама. |              |                             |                |                                                           |                      |